# Anfibraco
L'anfibraco (in greco antico: ἀμφίβραχυς?, amphíbrachys, "breve ai due lati") è un piede utilizzato nella metrica classica. Si compone di quattro morae: una sillaba lunga tra due sillabe brevi, secondo lo schema ∪ — ∪. Lo stesso piede in latino era chiamato anche scolius dal nome di un tipo di arpa, con cui si accompagnava la recitazione.
Questo piede è stato utilizzato anche nella metrica moderna (non più quantitativa, ma accentuativa), in questo caso si compone di una sillaba accentata fra due sillabe atone. Nella poesia inglese l'anfibraco è la base del limerick. L'anfibraco è usato anche nella poesia russa.